# Austroboletus
Austroboletus is een geslacht van schimmels behorend tot de familie Boletaceae. Het komt voor in Amerika, Australië en Azië.

## Soorten
Volgens Index Fungorum bevat het geslacht 37 soorten (peildatum augustus 2023):
| Soortnaam                        | Auteur(s)                                                                 | Publicatiejaar |
| -------------------------------- | ------------------------------------------------------------------------- | -------------- |
| Austroboletus albidus            | Yan C. Li & Zhu L. Yang                                                   | 2021           |
| Austroboletus albovirescens      | Yan C. Li & Zhu L. Yang                                                   | 2021           |
| Austroboletus amazonicus         | Vasco-Palac. & López-Quint.                                               | 2014           |
| Austroboletus appendiculatus     | Semwal, D. Chakr., K. Das, Indoliya, D. Chakrabarty, S. Adhikari & Karun. | 2017           |
| Austroboletus asper              | K. Syme, Bonito, T. Lebel, Fechner & Halling                              | 2020           |
| Austroboletus austrovirens       | N.A. Fechner, Bougher, Bonito & Halling                                   | 2017           |
| Austroboletus brunneisquamus     | N.K. Zeng, Chang Xu & S. Jiang                                            | 2021           |
| Austroboletus cornalinus         | (Perr.-Bertr. & R. Heim) E. Horak                                         | 1980           |
| Austroboletus dictyotus          | (Boedijn) Wolfe                                                           | 1980           |
| Austroboletus eburneus           | Watling & N.M. Greg.                                                      | 1986           |
| Austroboletus festivus           | (Singer) Wolfe                                                            | 1980           |
| Austroboletus fusisporus         | (Kawam. ex Imazeki & Hongo) Wolfe                                         | 1980           |
| Austroboletus graciliaffinis     | Singer                                                                    | 1989           |
| Austroboletus gracilis           | (Peck) Wolfe                                                              | 1980           |
| Austroboletus heterospermus      | (R. Heim & Perr.-Bertr.) Singer                                           | 1983           |
| Austroboletus lacunosus          | (Kuntze) T.W. May & A.E. Wood                                             | 1995           |
| Austroboletus latitubulosus      | E. Horak                                                                  | 1980           |
| Austroboletus malaccensis        | (Pat. & C.F. Baker) Wolfe                                                 | 1980           |
| Austroboletus mucosus            | (Corner) Wolfe                                                            | 1980           |
| Austroboletus mutabilis          | Halling, Osmundson & M.A. Neves                                           | 2006           |
| Austroboletus neotropicalis      | Singer, J. García & L.D. Gómez                                            | 1991           |
| Austroboletus occidentalis       | Watling & N.M. Greg.                                                      | 1986           |
| Austroboletus olivaceobrunneus   | Yan C. Li & Zhu L. Yang                                                   | 2021           |
| Austroboletus olivaceoglutinosus | K. Das & Dentinger                                                        | 2015           |
| Austroboletus olivaceus          | Singer                                                                    | 1983           |
| Austroboletus purpurascens       | (Heinem.) E. Horak                                                        | 1980           |
| Austroboletus rarus              | (Corner) E. Horak                                                         | 1980           |
| Austroboletus rionegrensis       | (Singer & I.J.A. Aguiar) Singer                                           | 1983           |
| Austroboletus roseialbus         | N.A. Fechner, Bonito, T. Lebel & Halling                                  | 2017           |
| Austroboletus rostrupii          | (Syd. & P. Syd.) E. Horak                                                 | 1980           |
| Austroboletus rubiicolor         | (Corner) E. Horak                                                         | 1980           |
| Austroboletus subflavidus        | (Murrill) Wolfe                                                           | 1980           |
| Austroboletus subvirens          | (Hongo) Wolfe                                                             | 1980           |
| Austroboletus trinitatensis      | Wolfe                                                                     | 1988           |
| Austroboletus tristis            | (Pat. & C.F. Baker) Wolfe                                                 | 1980           |
| Austroboletus viscidoviridis     | N.A. Fechner, Bonito, T. Lebel & Halling                                  | 2017           |
| Austroboletus yourkae            | F.E. Guard, McMull.-Fish., Van Wyk, T. Lebel & Halling                    | 2021           |